# Chorągiewka (Cierpice)
Chorągiewka – przysiółek w Polsce położony w województwie kujawsko-pomorskim, w powiecie toruńskim, w gminie Wielka Nieszawka, w sołectwie Cierpice. Miejscowość leży przy drodze krajowej 15.
W latach 1975–1998 miejscowość administracyjnie należała do województwa toruńskiego.
22 listopada 2004 w okolicach Chorągiewki na drodze krajowej nr 15 w wypadku samochodowym zginął działacz społeczny, Burmistrz Bierutowa Roman Kazimierski.